# Liste der Monuments historiques in Saint-Allouestre
Die Liste der Monuments historiques in Saint-Allouestre führt die Monuments historiques in der französischen Gemeinde Saint-Allouestre auf.

## Liste der Bauwerke
| Bezeichnung                    | Beschreibung | Standort                 | Kennzeichnung | Schutzstatus | Datum | Bild |
| ------------------------------ | ------------ | ------------------------ | ------------- | ------------ | ----- | ---- |
| Friedhofskreuz                 |              | Rue Yves-de-Carné (Lage) | PA00091655    | Inscrit      | 1934  |      |
| Croix du Point du Jour (Kreuz) |              | (Lage)                   | PA00091656    | Inscrit      | 1934  |      |
| Dolmen von Coët-er-Rui         |              | Guenestre (Lage)         | PA00091657    | Classé       | 1935  |      |

## Liste der Objekte
- Monuments historiques (Objekte) in Saint-Allouestre in der Base Palissy des französischen Kultusministerium